# Caspar Emmerich
Caspar Emmerich (* um 1480; † 3. Juli 1523 in Freiberg), ein Sohn des Patriziers Georg Emmerich, war Kanoniker, Doktor beider Rechte und Rektor der Universität Bologna.

## Leben
Caspar Emmerich war der erste Sohn Georg Emmerichs und dessen zweiter Frau Klara Eschlauer (auch Eschenloer). Er hatte eine Schwester, einen Bruder und neun ältere Halbgeschwister aus der ersten Ehe seines Vaters. Ende der 1470er Jahre hatte Georg Emmerich Eschlauer geheiratet, wonach auch Caspars Geburtsdatum anzusetzen ist.
1489 stiftete ihm sein Vater die Präbende „des Speers und der Nägel Christi“, wodurch Caspar „Kanonikus der Kirchen zu Bautzen und zu Glogau“ wurde. In Leipzig, wo er seit 1496 studierte, erwarb Caspar 1498 den artistischen Bakkalar und 1501 den Magister. 1502 wurde er Student in Bologna, wo er 1503 Doktor beider Rechte und 1504 einer der Prokuratoren wurde. 1504 stieg er zum Rektor der berühmten Universität auf.
1506 wurde er vom Papst (Julius II.) zum Dekan zu St. Petri in Bautzen ernannt. Als solcher ließ er 1507 den Haupttrakt im Domstiftshof neu erbauen, von dem sich (Stand Mitte des 20. Jahrhunderts) allerdings nur ein Gewölbe und zwei Türen erhielten. Möglicherweise auch dadurch entstanden die Schulden, die Emmerich nachgesagt wurden. Gegen Lebensende zog Emmerich zu seiner Schwester nach Freiberg, wo er wenig später starb. Nach einer ähnlichen Darstellung besuchte er im Jahr 1523 seine (Halb-)Schwester Apollonia, verheiratete Alnpeck, in Freiberg, starb dort „am Dienstag nach Petri Pauli“ (3. Juli 1523) und wurde in der Domkirche begraben.